# Moose the Mooche
Moose the Mooche è un brano musicale jazz in stile bebop composto dal sassofonista statunitense Charlie Parker nel 1946. Il brano venne composto da Parker poco tempo dopo che l'amico e collega di lungo corso Dizzy Gillespie si separò da lui a Los Angeles per fare ritorno a New York City.

## Il brano

### Origine e storia
Nel 1946 Parker e Gillespie erano partiti per un ingaggio a Los Angeles al locale "Billy Berg's" dove avrebbero dovuto diffondere sulla costa ovest degli Stati Uniti il sound da loro ideato, ma il bebop si rivelò troppo ostico per il pubblico californiano e la tournée si rivelò un mezzo fallimento. Finito anticipatamente l'ingaggio, tutti i musicisti si prepararono a tornare a casa a New York, tranne Parker che vendette il biglietto di ritorno e si fermò a Los Angeles trovando un ingaggio al "Club Finale", dove tra una jam session e l'altra, elaborò e scrisse Moose the Mooche.
Incisa presso gli Studi Radio Recorders di Hollywood, California, il 28 marzo 1946, la versione ritenuta buona come nastro master fu la take 2.

### Emry "Moose the Mooche" Byrd
Charlie Parker era dipendente dall'eroina sin dall'adolescenza. Alcuni storici affermano che la canzone sia stata composta come sarcastico tributo ad uno spacciatore californiano in sedia a rotelle, tale Emry Byrd soprannominato appunto "Moose the Mooche", suo fornitore abituale di droga che era stato recentemente arrestato.

### Analisi strutturale
La composizione è in Si bemolle e possiede una struttura a 32-battute AABA. La progressione degli accordi è basata su quella del brano I Got Rhythm. Come molte altre composizioni in stile bebop, Moose the Mooche è suonata su ritmi molto veloci.

## Cover
Nel corso degli anni la canzone è diventata uno standard musicale bebop molto famoso. Tra i numerosi artisti che hanno reinterpretato il brano citiamo: Dizzy Gillespie, Jay Thomas, Bud Powell, i Phish, Sadao Watanabe, Joshua Redman, e Stevie Wonder.

## Formazione
Charlie Parker Septet - 28 marzo 1946, Hollywood, California, Dial Records
- Charlie Parker: sax alto
- Miles Davis: tromba
- Eli "Lucky" Thompson: sax tenore
- Michael "Dodo" Marmarosa: pianoforte
- Arvin Garrison: chitarra
- Vic MicMillan: contrabbasso
- Roy Porter: batteria